# Dunazug-hegyvidék
A Dunazug-hegyvidék vagy Dunazug-hegység (németül: Donauwinkel-Gebirge) egy földrajzi középtáj. A Dunántúli-középhegység része. A Gerecse, a Pilis és a Budai-hegység területeit és köztes medencéit foglalja magába. Legmagasabb pontja a 756 méter magas Pilis. Korábban a Visegrádi-hegységet is a hegyvidékhez sorolták, az újabb földrajzi beosztás szerint azonban szerkezetileg az Északi-középhegységhez tartozik. Tágabb értelmezés szerint a Vértes és a Velencei-hegység is a hegyvidék része.

## Kistájai

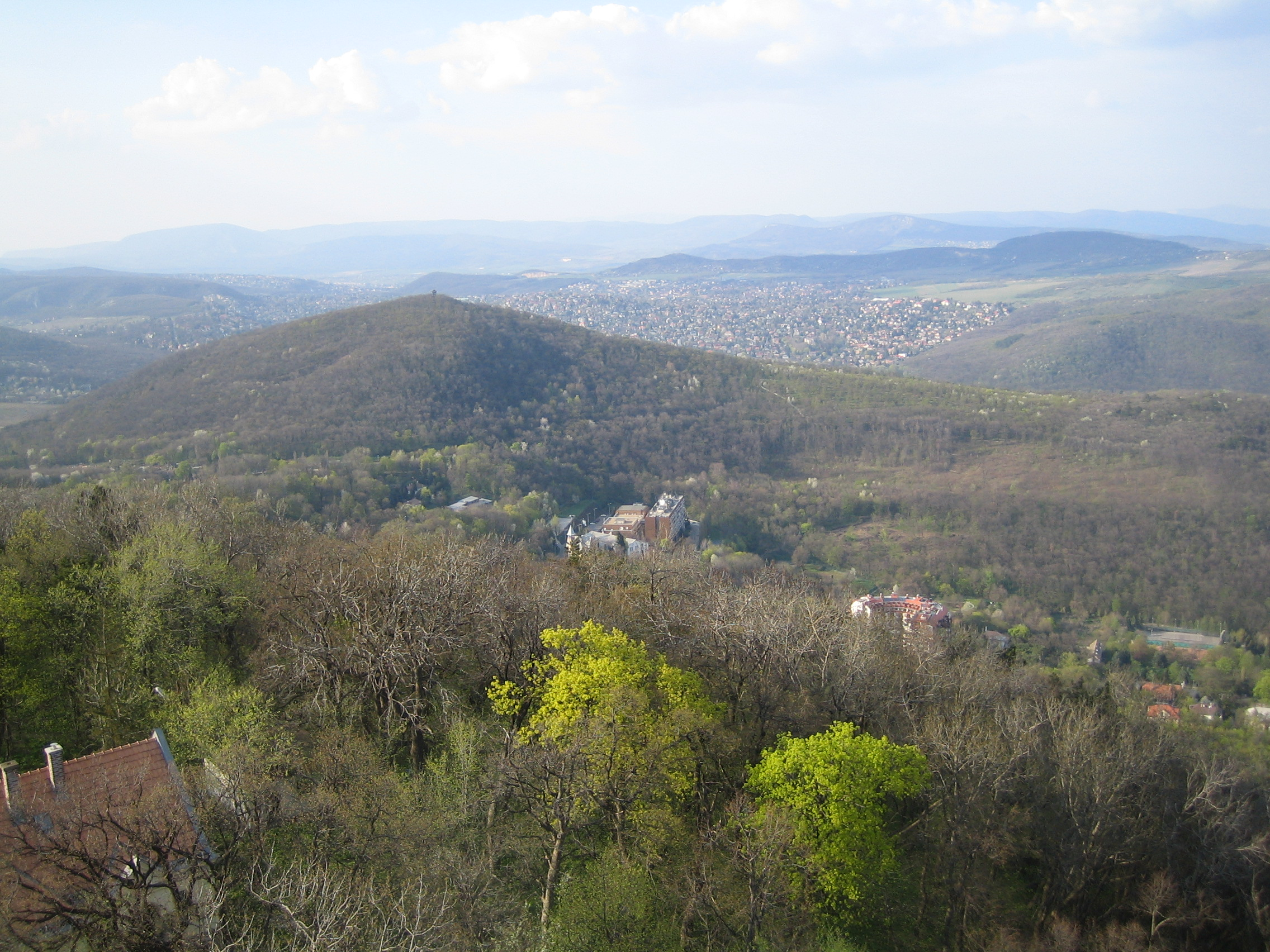
Kilátás a János-hegyről

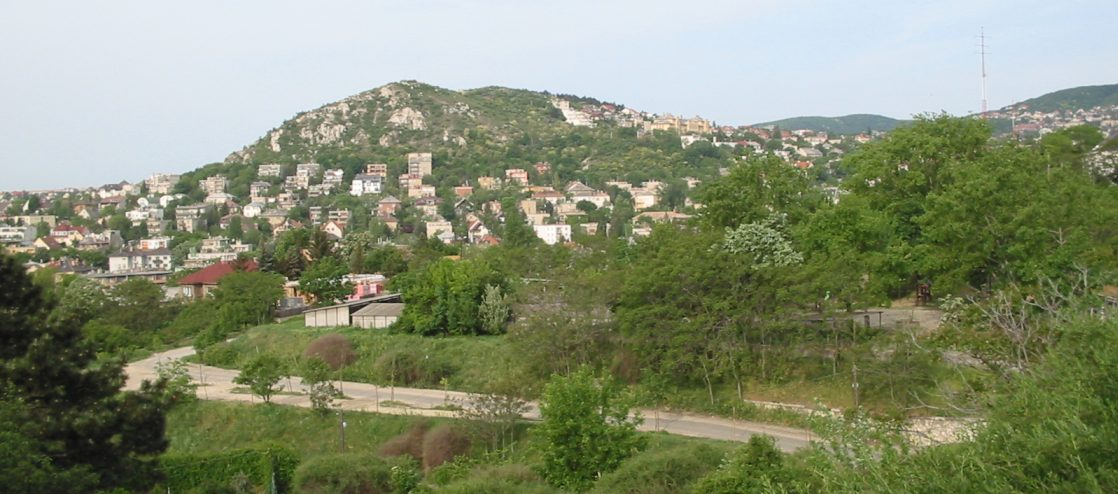
Sas-hegy

A Dunazug-hegyvidék kistájai a Gerecse, az Etyeki-dombság, a Zsámbéki-medence, a Budai-hegység, a Tétényi-fennsík, a Budaörsi- és Budakeszi-medence, a Pilis és a Pilisi-medencék.

### Gerecse
A Gerecse a Dunazug-hegyvidék háromszög alakú, legnyugatibb része, átlagos magassága 400 méter. Területe 850 km². Legmagasabb csúcsa, a Nagy-Gerecse 634 méter magas. Túlnyomó részt dachsteini mészkő, kisebb részben felső triász dolomit alkotja. Üledékes építőanyagainak (mészkő, homokkő, agyag, márga) helyi formái közül nevezetesek a mészkő barlangjai, a jura-mészkő „vörösmárványa”, az eocén, oligocén rétegek szénbányái, a cement alapanyaga, a márga, a Dunára néző lejtők vastag löszrétegébe vágott mély utak, löszfalak.
Részei a Nyugati-Gerecse, a Középső-vagy Magas-Gerecse, a Keleti-Gerecse és a Déli-Gerecse.
- A Nyugati-Gerecse: Neszmélytől délkeletre kezdődik, a 375 m-es Asszonyhegy és a 425 m-es Nagy-Somló rögeivel. Dél felé folytatódik a Hosszúvontató (450m), a Nagy-Dobó-hegy (424 m), az Agostyáni-hegy (441 m), az Öreg-Kovács (555 m), és a Hajagos (443 m) rögplatóival. Tovább haladva emelkedik a Veres-hegy (341 m), majd a Nagy-Keselő-hegy. A vonulat északi és déli végében egy barlangot találunk. A Nagy-Somló barlangja 390 m magasságban nyílik, ennél ismertebb a tatabányai Kő-hegy Szelim-lyukja.
- A Középső-vagy Magas-Gerecse: A Tardos-Vértestolnai medencétől keletre a Haraszt-heggyel kezdődik (283 m). Tőle keletre a Berzsek-hegy (399 m), melynek márga és mészkőbányája látja el a cementműveket. Az itt bányászott vöröses színű mészkövet tardosi vörösmárványnak nevezi a köznyelv. Délre a Nagy-Eménkes (526 m), a Nagy- és a Kis-Pisznice (544 m, illetve 525 m), a Nagy-Gerecse (634 m), a Fehér-kő (525 m), a Bánya-hegy (360 m), és a Fekete-kő (362 m) a legmagasabbak. Ide tartoznak a Somberek (409m), a Lukas-kő (355 m), a Szenék-hegy (400 m) és a Bősomlyó (346 m). Ebben a vonulatban található a hegység legnagyobb barlangja, a Pisznice-barlang.
- A Keleti-Gerecse: A bajóti Öreg-kővel (375 m) kezdődik. Itt nyílik a Jankovich-barlang. Nevezetesebb csúcsok a Dorog melletti Nagy-Gete (457 m), a bajnai Őr-hegy, az Öreg-hegy (360 m), a gyermelyi Gyarmat-hegy (340m), és a zsámbéki Nyakas-hegy (324m)
- A Déli-Gerecse: A Vértestolnai-, a Héreg-Tarjáni-medence és a Szentlászló-víz völgye választja el a hegység fő tömegétől. Első tagjai a kelet felé szép kilátást nyújtó Pes-kő (400 m), a Baglyas-hegy (438 m), és a Somlyóvár (448 m). Utolsó tagjai a meredek lejtőjű Zuppa-hegy (385 m) és a Lóingató-hegy (303 m).

### Etyeki-dombság
Az Etyeki-dombság Érdtől nyugatra található. Itt található Etyek község. A község környékén található a Korda Filmstúdió. Jelentős borvidék az Észak-Dunántúli borrégióban.

### Zsámbéki-medence
A Zsámbéki-medence a Budai-hegység, a Pilis, a Gerecse hegyvonulatai és az Etyeki-dombság lankái között húzódik, Budapest központjától alig 30 kilométerre. A medence belseje kisvízfolyásokkal tagolt enyhén hullámzó síkság. A vidéken egykor mocsaras, nádasokkal, bodzásokkal, gyékényesekkel tarkított lapály terült el. Növényvilágára jellemző, hogy számos délies faj éri el a terület északkeleti határát, ugyanakkor nem egy északról érkező faj megtalálható itt.
Földrajzi kistájként a Békás-patak vízgyűjtőjéhez tartozó települések területét foglalja magában: Biatorbágy, Budajenő, Herceghalom, Etyek, Páty, Perbál, Telki, Tinnye, Tök, Zsámbék.

### Budai-hegyek
A Budai-hegység a Dunántúli-középhegység része. A hegységet északról a Pilis hegység, nyugatról a Zsámbéki-medence, délről Törökbálint, Diósd és Érd, keletről a Duna (Víziváros) határolja. Legmagasabb pontja a Nagy-Kopasz, 559 méter magas. Területe 201 km².
A hegység nagyrészt triász mészkőből és dolomitból épül fel. A mészkövön kívül megtalálható például a hárshegyi homokkő is. A hatalmas szerkezeti vonalak a kiemelkedő hegységi, budai részt is igen alaposan megdolgozták, ahol a repedések utat nyitottak a nagy mélységből felemelkedő meleg vizeknek csakúgy, mint a felszínről leszivárgó karsztvizeknek. Mindezek eredményeként repedések mentén meleg és hideg vizek váltakozó hatására létrejött, labirintus alaprajzú, gazdag ásványkincsű barlangok keletkeztek.

### Tétényi-fennsík
A Tétényi-fennsík egy mészkőfennsík Budapest XXII. kerületében. A terület nagy részét nagy vastagságú mészkő fedi. Átlagos magassága 200 m, legmagasabb pontja a törökbálinti Anna-hegy (267 m). A fennsík felszínét 5–10 m magas lépcsőperemek tagolják. Északkeletre Budafokig gyümölcsösökkel, nyaralókkal és családi házakkal betelepült hosszú, egyenletesen emelkedő budatétényi lejtő fokozatosan megy át mészkőfennsíkba. Délnyugaton a Duna völgyére a mészkőtáblák hirtelen meredek falakkal szakadnak le. A fennsík nevezetes látványosságai a föld alatti mészkőbányászatból visszamaradt hatalmas barlangszerű üregek.

### Budaörsi- és Budakeszi-medence
A Budakeszi-medence a Budaörsi-hegység nyugati oldalán lévő nagy, katlanszerű süllyedék. Kelet felől a Széchenyi-hegy, a János-hegy, délről és délnyugatról a Csíki-hegyek, a Köszörűkő-hegy, a Biai-hegy, nyugatról a Kis-Kopasz és a Hosszú-hajtás-hegy, északról a Hárs (Hársbokor)-hegy fennsíkja és a Sziklafal határolják. A felszínét vastag lösz fedi, amiből előbukkannak idősebb kőzetek: dolomit (kaptárkövek), nummuliteszes mészkő, budai márga és oligocén-miocén homokos-kavicsos üledékek. A medence vizeit a Budakeszi-árok vezeti le a budaörsi Hosszú-réti-patakba. A medence északi részén fekszik Budakeszi, déli és délnyugati részét szántóföldek (Nagy-Biai-földek) valamint szőlők és gyümölcsösök fedik.
A Budaörsi-medence a Budai-hegység déli előterében a Duna völgye felé nyitott mélyedés, ami nyugat-keleti irányban húzódik. Hossza kb. 15 kilométer, szélessége 2-3 kilométer. Tengerszint feletti magassága a nyugati részen 140-160 méter, a keleti részen 120-140 méter. A medencét délről a Tétényi-fennsík, északról a Csíki-hegyek, a Budaörsi-hegy és a Kakukk-hegy határolják, nyugatról a Bia környéki domboknál végződik. Kialakulásában a szerkezeti mozgások, a folyóvíz, a szél és a negyedidőszaki talajfolyások játszottak szerepet. Felszíne hullámos, vizenyős lapályok és alacsony teraszszigetek váltakoznak. A keleti részén viszonylag magasabb hátak, dombok találhatóak: Pacsirta-hegy, Péter-hegy, Dobogó.

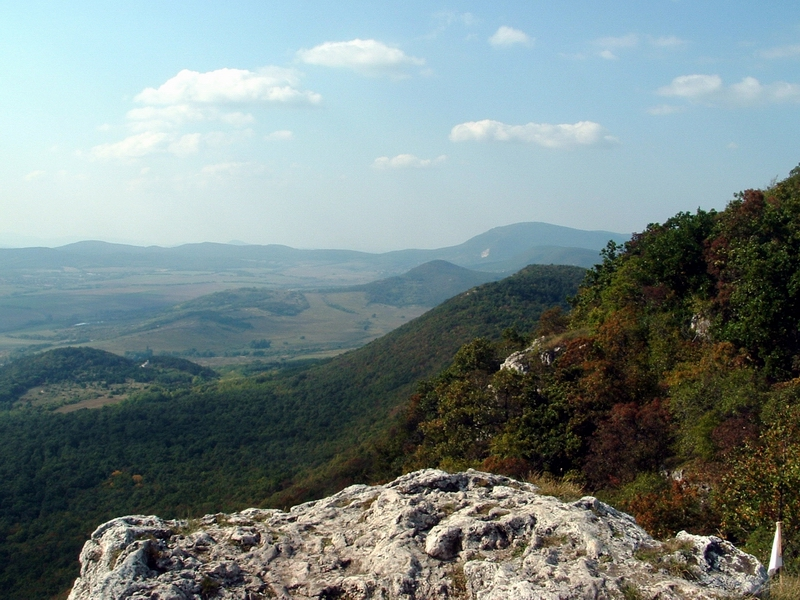
Pilis, Nagy-Kevély csúcs

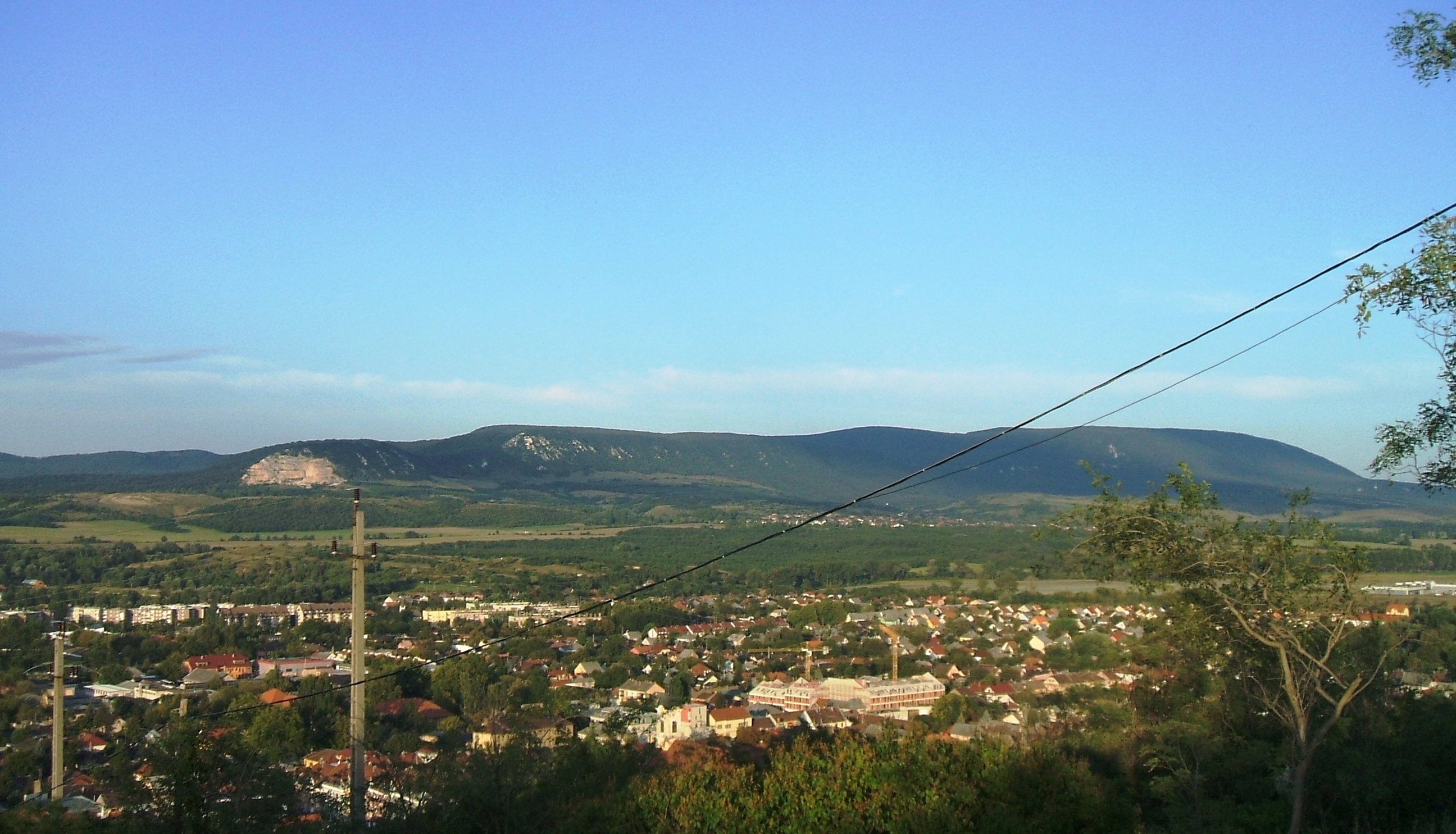
A Dorogi-medence, háttérben a Pilis vonulatai

### Pilisi-hegyek
A Pilis vagy Pilis hegység röghegység a Duna jobb partján, Budapest és Esztergom között. A Dunántúli-középhegység legkeletibb tagja. Fő csúcsa a Pilis (756 m). A Pilis hegységet a Kétbükkfa-nyereg és a Szentléleki-patak völgye választja el a Visegrádi-hegységtől. A Pilist főként triász üledékek (mészkő, dolomit) alkotják. A Pilis hegység szláv eredetű nevét legmagasabb csúcsáról, a Pilis hegyről kapta, eredetileg kopasz hegytetőt jelent, és összefügg a tonzúra jelentésű régi magyar pilis szóval.
A Pilis több, 600 méter feletti csúccsal is rendelkezik, ezek: a Pilis vagy Pilis-tető (756 m, a Dunántúli-középhegység legmagasabb csúcsa), a Nagy-Bodzás-hegy (717 m), a Nagy-Szoplák (710 m), a Kis-Szoplák (686 m), a Vaskapu-hegy (651 és 645 m), ezek a csúcsok lényegében egy tömbben, a Pilis sasbércén helyezkednek el.

### Pilisi-medencék
A Pilisi-medencék közé tartozik a Dorogi-medence és a Vörösvári-árok.
A Dorogi-medence Komárom-Esztergom vármegye keleti és Pest vármegye északnyugati részén helyezkedik el a Vörösvári-árkot is magában foglaló Pilisi-medencék részeként, amely szerkezetileg a Dunazug-hegyvidék középtájhoz és a Dunántúli-középhegység nagytájhoz tartozik. Délnyugatról a Gerecse keleti nyúlványai (a Gete hegy), északkeletről a Pilis vonulatai, délkeletről a Budai-hegység, a Vörösvári-árok irányában a Pilist és a Budai-hegységet, és egyben a két Pilisi-medencét is elválasztó Kopár-hágó határolja. Területe 120 km², felszíni vizeit az Esztergomnál a Dunába torkolló Kenyérmezői-patak vezeti el. A Budai-hegység északnyugati részén eredő patak 19 km hosszan folyik végig a medencében, vízgyűjtő területe 136 km². Legjelentősebb állóvize a Palatinus-tó.